# Ernst Friedrich Herbert zu Münster

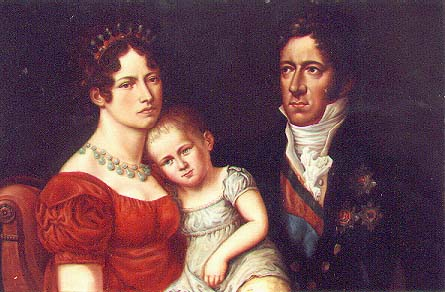
Ernst Friedrich Herbert zu Münster et sa famille

Ernst Friedrich Herbert zu Münster, aussi von Münster, (né le 1er mars 1766 à Osnabrück - mort le 20 mai 1839 à Hanovre) est un homme d'État allemand. 

## Biographie
Ernst zu Münster est le fils de Georg von Münster zu  Surenburg (de) (1721–1773), Maréchal de la cour du  prince-évêque d'Osnabrück, et de sa seconde épouse Éléonore von Grothaus (de). Il a étudié à l'Université de Göttingen avec les trois plus jeunes fils du roi George III. Il est entré dans la fonction publique de l'électorat de Hanovre. L'une de ses premières tâches a été de ramener d'Italie le prince Auguste-Frédéric de Sussex et sa suite. Plus tard, il fut nommé ministre des affaires de Hanovre (la Chancellerie Allemande (en)) à Londres en 1805 après Ernst Ludwig von Lenthe (de). Au Congrès de Vienne (1815), il dut s'occuper des possessions allemandes de la maison de Hanovre, ce qu'il fit avec succès. L'électorat y est devenu le royaume de Hanovre et y a gagné des territoires en mer du Nord, partiellement gouvernés auparavant en union personnelle, tels que les duchés de Brême-Verden ou partiellement dirigés par d'autres, comme la Frise orientale. Cependant, la majeure partie d'un autre duché gouverné avant les guerres napoléoniennes en union personnelle, le Duché de Saxe-Lauenbourg au nord de l'Elbe a été assignée en union personnelle au Danemark. Ernst Friedrich Herbert zu Münster est resté en fonction jusqu'en 1831.